# CONAIE
A Confederação de Nacionalidades Indígenas do Equador (CONAIE), é uma organização indígena e indigenista equatoriana, fundada em 16 de novembro de 1986. A CONAIE é a maior organização indígena do Equador.